# One Piece: Unlimited Cruise 2
One Piece: Unlimited Cruise 2 (ワンピース アンリミテッドクルーズ2?, Wan Pīsu: Anrimiteddo Kurūzu Tsū) è un videogioco per Nintendo Wii basato sul popolare manga e anime One Piece, sequel di One Piece: Unlimited Cruise. È il secondo e ultimo episodio della serie Unlimited Cruise. In Italia il videogioco è uscito il 24 settembre 2009, e si chiama One Piece Unlimited Cruise 2: Il Risveglio di un Eroe.
Come il capitolo precedente, il gioco presenta l'audio originale in giapponese con i sottotitoli interamente tradotti in italiano, con il nome del protagonista modificato in Rubber (adattandosi alla serie animata italiana).
I personaggi di Eustass "Captain" Kidd e Kizaru fanno l'apparizione per la prima volta proprio in questo videogioco ancora prima che nell'anime della serie, quindi i fan hanno potuto sentire in anteprima le voci scelte per la loro trasposizione animata, rispettivamente Daisuke Namikawa e Unshō Ishizuka.

## Trama
La trama del gioco riprende da dove era stata interrotta al termine del primo episodio. Gabri era stato trasformato in una sfera e il Guardiano del Destino doveva ancora essere definitivamente sconfitto. Perciò i membri della ciurma partono per un nuovo viaggio allo scopo di poter fornire nuovo potere a Gabri per risvegliarlo e usare i suoi poteri.
Inizialmente la ciurma deve fuggire dall'Isola Centrale e tornare sulla nave per poter iniziare il nuovo viaggio, ed incontrerà i primi nemici proprio sulla Thousand Sunny (a livello Normale delle marionette di fango, mentre a livello Difficile dei semplici nemici, a cui in modalità Senza Limiti si aggiungerà un Pacifista).
Giunti alla prima isola, la ciurma riesce a risvegliare Gabri, che si presenta in una forma pressoché uguale a quella del primo gioco, se non per il cambio di vestiario (ora indossa un vestito più elegante di colore azzurro e bianco). Durante tutto il gioco, fra un'isola e l'altra, Gabri e la ciurma parleranno spesso dei loro sogni e ambizioni, consolidando la loro amicizia.
Il viaggio prosegue nelle seguenti 3 isole, dove i poteri di Gabri vengono sfruttati analogamente al primo episodio per permettere alla ciurma di poter sbloccare nuove aree di gioco e poter proseguire di isola in isola, fino al ritorno sull'Isola Centrale e il conseguente scontro con il Guardiano del Destino. Una volta sconfitto, questo si ripresenterà in una nuova forma, affermando di aver assorbito le tecniche dei vari personaggi della ciurma, che infatti potrà eseguire in combattimento.
La sconfitta definitiva del nemico avverrà grazie a Gabri, che userà i suoi poteri per far scomparire per sempre il Guardiano, diventando lui stesso il "regalo". Ritrovati su una spiaggia, Gabri dice alla ciurma che vuole diventare un umano per essere un giorno il Re dei Pirati, proprio come Rufy. Dopodiché la ciurma congeda l'amico, confidando di potersi incontrare nuovamente in futuro, riprendendo il viaggio verso nuove avventure. Intanto una scena nel finale rivela che un bambino (non visibile chiaramente) sta navigando per mare in un barile, deciso a formare una ciurma tutta sua.

## Personaggi

### Protagonisti del primo episodio
- Monkey D. Rufy
- Roronoa Zoro
- Nami
- Usop
- Sanji
- TonyTony Chopper
- Nico Robin
- Franky
- Brook

### Boss
I boss del primo episodio saranno presenti nel secondo solo come personaggi giocabili.
* Isola Deserta (tema: deserto, Alabasta)
- Eustass "Captain" Kidd Ottenibile dopo averlo sconfitto nella modalità Normale o Difficile
- Crocodile Ottenibile dopo averlo sconfitto nella modalità Normale o Difficile
- Nefertari Bibi Ottenibile dopo averlo sconfitto nella modalità Normale o Difficile

* Isola dei Ricordi (tema: Isola di "Unlimited Adventure")
- Smoker Ottenibile dopo averlo sconfitto nella modalità Normale o Difficile
- Drakul Mihawk Ottenibile dopo averlo sconfitto nella modalità Normale o Difficile
- Shanks il rosso Ottenibile dopo averlo sconfitto nella modalità Normale o Difficile
- Rob Lucci Umano Ottenibile dopo averlo sconfitto nella modalità Normale o Difficile
- Paulie Ottenibile dopo averlo sconfitto nella modalità Normale o Difficile

* Isola Paludosa (tema: palude Thriller Bark)
- Rob Lucci Ottenibile dopo averlo sconfitto nella modalità Normale o Difficile
- Kaku Ottenibile dopo averlo sconfitto nella modalità Normale o Difficile
- Odr Non ottenibile
- Barbabianca Ottenibile dopo averlo sconfitto nella modalità Normale o Difficile

* Isola Fluttuante (tema: isola del cielo/Upper Yard)
- Donquijote Doflamingo Ottenibile dopo averlo sconfitto nella modalità Normale o Difficile
- Kizaru Ottenibile dopo averlo sconfitto nella modalità Normale o Difficile
- Monkey D. Garp Ottenibile dopo averlo sconfitto nella modalità Senza Limiti

* Isola Centrale
- Guardiano del Destino Ottenibile dopo averlo sconfitto in modalità Normale o Difficile
- Demone del destino Ottenibile dopo averlo sconfitto in modalità Difficile

*Boss Rush (Monumento sull'Isola Deserta dopo aver trovato la Mappa 10)
- Mr. 2 Von Clay
- Bestia Suprema Malvagia
- Tutti gli altri personaggi del primo gioco (se non li si ha sbloccati trasferendo i dati dal primo gioco)

## Modalità  sbloccabili
- Normale: consigliata a chi ha un primo approccio con questo gioco;
- Difficile: ottenibile dopo aver terminato la modalità Normale;
- Senza Limiti: ottenibile dopo aver terminato la modalità Difficile;
- Survival: ottenibile dopo aver terminato la modalità Normale;
- Boss Rush: ottenibile solo dopo aver trovato il tesoro della decima mappa (i pezzi per l'ultima mappa si possono reperire solo nella modalità Senza Limiti).

## Isole
Come nel precedente capitolo, durante il viaggio che si svolge nel gioco la ciurma dovrà sbarcare su 4 diverse isole, ognuna avente le proprie caratteristiche, più un'isola finale dove affrontare il nemico principale. Le isole presenti in questo capitolo sono:
- Isola Deserta (tema: deserto, Alabasta)
- Isola dei Ricordi (tema: Isola di "Unlimited Adventure")
- Isola Paludosa (tema: palude)
- Isola Fluttuante (tema: isola del cielo)
- Isola Centrale

## Doppiaggio originale
Il gioco presenta l'audio originale giapponese, perciò i doppiatori sono gli stessi della serie animata in Giappone.
| Personaggio      | Seiyu             |
| ---------------- | ----------------- |
| Monkey D. Rufy   | Mayumi Tanaka     |
| Nico Robin       | Yuriko Yamaguchi  |
| Nami             | Akemi Okamura     |
| Roronoa Zoro     | Kazuya Nakai      |
| Sanji            | Hiroaki Hirata    |
| Usop             | Kappei Yamaguchi  |
| TonyTony Chopper | Ikue Ōtani        |
| Franky           | Kazuki Yao        |
| Brook            | Chō               |
| Gabri            | Rie Kugimiya      |
| Ace              | Toshio Furukawa   |
| Calgara          | Hidekatsu Shibata |
| Aokiji           | Takehito Koyasu   |
| Nightmare Rufy   | Mayumi Tanaka     |
| Orso Bartholomew | Hideyuki Hori     |
| Bagy il Clown    | Shigeru Chiba     |
| Capitano Kuro    | Kōichi Hashimoto  |
| Don Creek        | Fumihiko Tachiki  |
| Arlong           | Jūrōta Kosugi     |
| Blik Wapol       | Bin Shimada       |

| Personaggio            | Seiyu              |
| ---------------------- | ------------------ |
| Barbanera              | Akio Ōtsuka        |
| Ener                   | Toshiyuki Morikawa |
| Spandam                | Masaya Onosaka     |
| Guardiano Malvagio     | Daisuke Gōri       |
| Gekko Moria            | Katsuhisa Hōki     |
| Odr                    | Mayumi Tanaka      |
| Rob Lucci              | Tomokazu Seki      |
| Kaku                   | Ryōtarō Okiayu     |
| Barbabianca            | Kinryū Arimoto     |
| Mr. 2 Von Clay         | Kazuki Yao         |
| Nefertari Bibi         | Misa Watanabe      |
| Crocodile              | Ryūzaburō Ōtomo    |
| Drakul Mihawk          | Takeshi Aono       |
| Shanks il rosso        | Shūichi Ikeda      |
| Smoker                 | Mahito Ōba         |
| Paulie                 | Takahiro Yoshimizu |
| Monkey D. Garp         | Hiroshi Naka       |
| Donquijote Doflamingo  | Hideyuki Tanaka    |
| Eustass "Captain" Kidd | Daisuke Namikawa   |
| Kizaru                 | Unshō Ishizuka     |

## Guida ai boss opzionali
- Nella prima isola è presente il boss opzionale Bibi Nefertari, accessibile con un rango giallo al livello 4; questo boss non presenta particolare difficoltà nelle modalità Normale e Difficile, nella modalità Senza Limiti la difficoltà è elevata.
- Nella seconda isola sono presenti i boss opzionali Lucci (forma umana) e Paulie, accessibili con un rango giallo al livello 7; questi boss non presentano particolare difficoltà nelle modalità Normale e Difficile, nella modalità Senza Limiti la difficoltà è elevata.
- Nella terza isola è presente il boss opzionale Barbabianca, accessibile con una rango giallo al livello 8; questo boss presenta una difficoltà elevata in relazione alla modalità di gioco scelta.
- Nella quarta isola è presente il boss opzionale Garp, accessibile con un rango giallo al livello 9; questo boss presenta difficoltà molto elevata in relazione alla modalità di gioco.

## Curiosità
- Quando il gioco lo richiede, si potranno trasferire i dati dal primo episodio al secondo, avendo già così a disposizione vari oggetti, le mosse potenziate della ciurma e personaggi altrimenti sbloccabili successivamente.
- Il gioco si presenta più dettagliato del predecessore, nonostante il loro stesso sistema di svolgimento: saranno disponibili infatti nuovi oggetti (retino e piccone potenziati, Dial di fuoco, caramelle curative), animali (Rana dagli occhi rossi, Pesce Rosso gigante), personaggi e mosse da apprendere durante la storia. Nel primo episodio infatti ogni componente della ciurma aveva una serie di mosse per ogni comando, potenziabile fino al livello 10. Nel secondo episodio è stata aggiunta una mossa nuova per ogni comando (alcune apprendibili solo tramite determinate azioni) e sono tutte potenziabili fino al livello 30, mosse speciali comprese.
- Equipaggiando Franky con oggetti diversi ed utilizzando il Master Nail verranno eseguite differenti mosse, come ad esempio una nube velenosa con le bombe velenose, e il Fresh Fire con i Dial di fuoco.
- Durante il filmato di intermezzo fra il combattimento con il Guardiano del Destino e quello con il Guardiano del Destino in forma finale, la ciurma ripropone la tattica del Big Emperor. In questa variante, Usop viene indicato come la spada Tempesta di Nasi (già usata da Zoro contro Kaku e Jabura) e la novità riguardante l'assemblaggio di Brook, il leggendario Scudo Afro.
- Il bambino che si vede nella scena finale mentre naviga nel barile è con tutta probabilità Gabri stesso (ha infatti la sua stessa voce). Questo potrebbe portare alla realizzazione di un futuro terzo capitolo, ma la notizia non è mai stata confermata.
- Sparsi nelle isole, spesso nascosti, si trovano i Pandaman.